# NGC 4175
NGC 4175 (również UGC 7211, HCG 61C lub PGC 38912) – galaktyka spiralna (Sbc), znajdująca się w gwiazdozbiorze Warkocza Bereniki. Odkrył ją William Herschel 11 kwietnia 1785 roku. Jest to galaktyka z aktywnym jądrem.

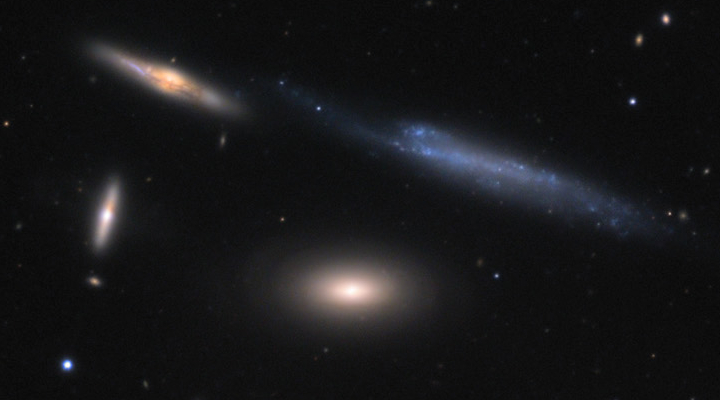
Grupa Hickson 61, NGC 4175 to górna lewa galaktyka (Mount Lemmon SkyCenter)

Wraz z NGC 4169, NGC 4173 i NGC 4174 wchodzi w skład zwartej grupy galaktyk Hickson 61 (HCG 61) w katalogu Paula Hicksona.